# The Wicked Darling
La rosa del arroyo (en el original en inglés, The Wicked Darling) es una película muda dramática estadounidense de 1919 dirigida por Tod Browning y presentando a Lon Chaney como un carterista. La película se creyó perdida hasta que una copia completa y con intertítulos en holandés fue descubierta en Europa en los años 1990. La copia ahora reside en el Nederlands Filmmuseum. The Wicked Darling fue lanzada en DVD en septiembre de 2005 junto con Victory, otra película temprana de Chaney.

## Argumento
Kent Mortimer es un joven arruinado, lo que debe confesar a su prometida Adele Hoyt cuando van a asistir a un baile. Adele rompe el compromiso con frialdad y le devuelve todos sus regalos excepto un collar de perlas que se le cae cuando entra en el automóvil. Mary Stevens, una joven ladrona, lo toma y huye, pero la policía la sigue de cerca. La chica ve una puerta abierta y entra para dar esquinazo. Es la casa de Mortimer y así se entera de que las perlas le pertenecen.
Mary intenta salir de los bajos fondos y encuentra trabajo como camarera. Un tiempo después, se encuentra de nuevo con Mortimer en el restaurante. Los dos empiezan a salir, pero Stoop Connors, miembro de la pandilla de delincuentes de Mary, se pone celoso y en un encontronazo, dispara a Mortimer hiriéndole en un brazo. Mary le acompaña a casa, y allí descubre que Mortimer no ha pagado el alquiler y va a ser desalojado. Mary vende dos perlas del collar a Fadem y paga el alquiler de Mortimer. Fadem y Stoop rebuscan en secreto en la habitación de Mary intentando buscar el resto de perlas, pero no las encuentran por que las lleva consigo.
Mortimer descubre el pasado de Mary y le ordena que le deje. Ella le devuelve las perlas a Adele, que a su vez se las devuelve a Mortimer, que así descubre la verdad. Busca desesperadamente a Mary para pedirle perdón, pero ella ha sido retenida por Stoop y Fadem que quieren obligarla a decirles dónde esconde las perlas. Mortimer irrumpe justo cuando la están sofocando y los ataca en una fuerte pelea. Mary huye de la habitación y llama al camarero del café del piso de abajo, un hombre enorme que la ama, que llega justo a tiempo de ayudar a Mortimer a vencer a los criminales.

## Reparto
- Priscilla Dean como Mary Stevens
- Wellington A. Playter como Kent Mortimer
- Lon Chaney como Stoop Connors
- Spottiswoode Aitken como Fadem
- Gertrude Astor como Adele Hoyt
- Kalla Pasha como camarero
- Martha Mattox como camarera (sin acreditar)